# Clanga
Clanga là một chi chim trong họ Accipitridae.

## Các loài
- Clanga hastata
- Clanga pomarina
- Clanga clanga

## Phát sinh chủng loài
Ba loài đại bàng đốm này (trước đây từng gộp trong Aquila) tạo thành một nhánh có quan hệ chị em với Lophaetus occipitalis và Ictinaetus malaiensis.